# Amphoropsyche woodruffi
Amphoropsyche woodruffi is een schietmot uit de familie Leptoceridae. De soort komt voor in het Neotropisch gebied.